# Josep Ferragut Pou

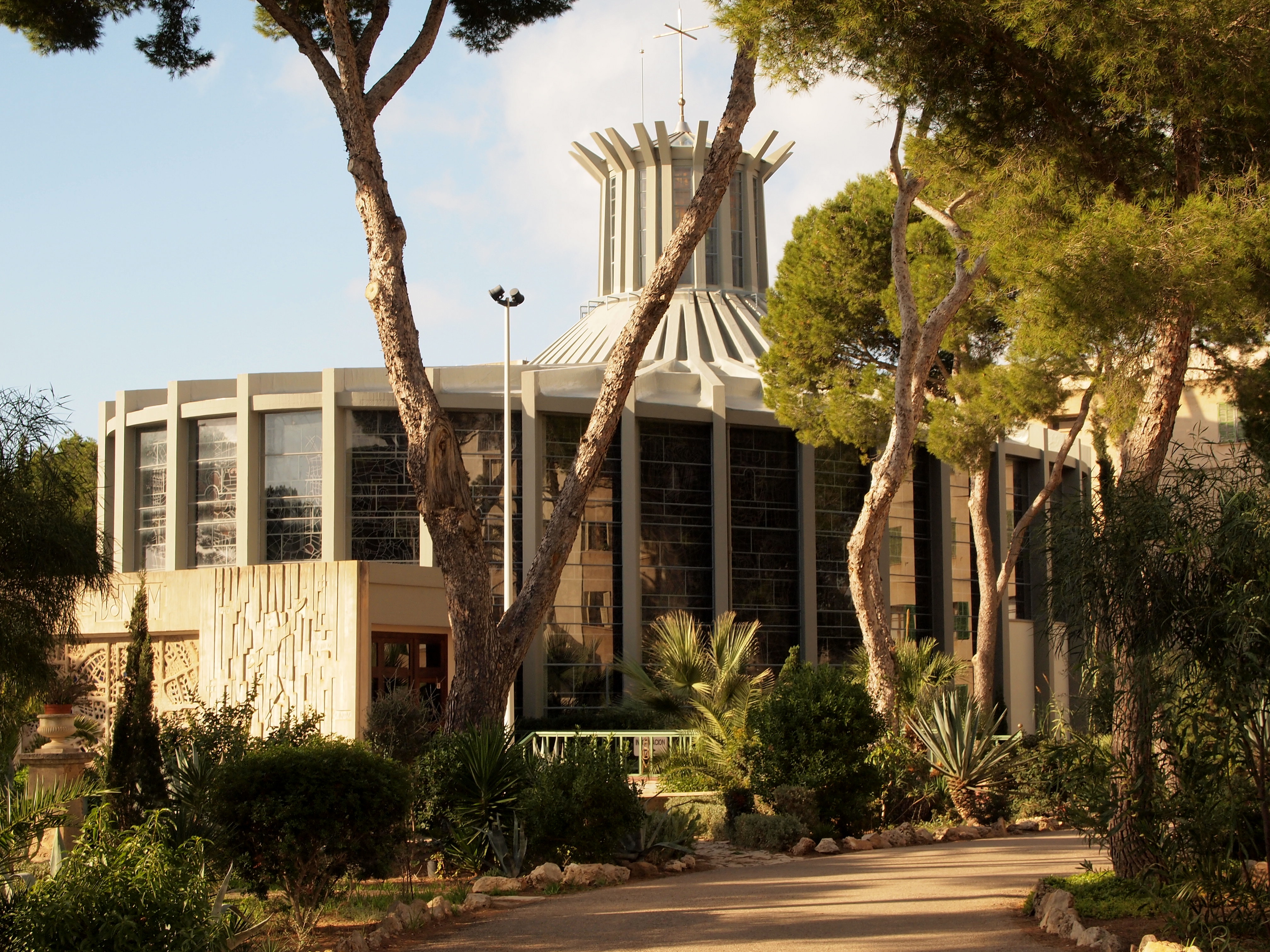
Església de Nostra Senyora dels Àngels de La Porciúncula

Josep Ferragut Pou (1912, Palma, Mallorca - 26 de febrer de 1968) fou un arquitecte mallorquí. La seva obra evolucionà des d'un tradicionalisme local cap a un estil més modern, caracteritzat per la introducció del formigó armat a les Balears.
Ferragut estudià a la Universitat de Barcelona i es llicencià el 1942. Projectà i construí el col·legi de Sant Francesc d'Assís (1947-48). Fou col·laborador de l'arquitecte Gabriel Alomar i Esteve en la reforma de Palma (Pla Alomar), del 1950, que dona lloc a la construcció de part dels edificis del carrer Jaume III amb estil tradicionalista de postguerra. Entre 1955 i 1962 projectà i construí l'església de Sant Alonso Rodríguez.
Fou arquitecte municipal de Pollença. Realitzà el poblat de treballadors de la central tèrmica de Gas i Electricitat (GESA) al Port d'Alcúdia el 1957 i les urbanitzacions des Mal Pas, el 1964, i des Barcarets, el 1966. El 1963 projectà l'edifici d'oficines de GESA a Palma, que fou una revolució dins l'arquitectura balear, degut a la introducció d'un nou concepte de funcionalitat. Entre 1965 i 1968 projectà i construí l'església de Nostra Senyora dels Àngels de la Porciúncula.
A més, també fou fotògraf i cineasta aficionat.
L'any 2018 s'estrenà un documental sobre la mort de l'arquitecte, Vida i mort d'un arquitecte, de Miguel Eek. Tot i que la primera hipòtesi fou que morí assassinat per dos delinqüents comuns, el cas no es va resoldre definitivament i els motius del seu assassinat no han estat determinats.